# 尚道子
尚 道子（しょう みちこ、1920年（大正9年）2月9日 - 2002年（平成14年）2月15日）は東京（現・東京都）出身の料理研究家。
NHKの長寿番組『きょうの料理』にて講師を長く務め、経済的でおいしい家庭料理を推奨した。ウィンナーに切り込みを入れて食べやすくすることを日本で最初に考案して世の中に広め、また子供向けお弁当の定番アイテム「たこさんウィンナー」の考案者として知られる。

## 家族・親族関係
父親は宮城新昌。沖縄県国頭郡大宜味村の出身で、日米でカキの養殖法の開発と普及に貢献し「日本の牡蛎王」の異名をとった。母親の“つる”は大宜味尋常小学校校長で教育者だった親泊朝擢（おやどまり ちょうたく）の娘で、琉球王国第二尚氏3代・尚真王の長男（廃嫡）・尚維衡（浦添王子朝満）の後裔にあたる。夫は琉球王国最後の国王・尚泰の孫で元日本住宅公団副総裁、日本におけるダイニングキッチンの発明者としても知られる尚明。妹は料理評論家・記者の岸朝子。次男の尚承（しょう つぐる）も料理家で、東京銀座で和食と沖縄料理の店ZENを営む傍らNHK連続テレビ小説『ちゅらさん』の料理指導や『きょうの料理』の講師を務めた。
ちなみに尚道子が考案した「たこさんウィンナー」は、幼稚園にあがった次男のお弁当のおかずとして考えたと、NHKのテレビ番組『プロジェクトX4Kリストア版』(2021年7月6日放送)にて紹介された。また、妹の朝子はテレビ東京系日曜ビッグバラエティ「昭和平成ヒット商品全部見せます！2」(2014年2月2日放送)にて「食の細かった道子の次男を喜ばせるために考案した」と紹介している。

## 著作
- 尚道子『やりくり家庭料理』日本放送出版協会、東京〈NHKきょうの料理〉、1976年。 NCID BN10188992。
- 尚道子『きょうの料理  成人病を防ぐ献立　（３）　野菜を使った献立』（テレビ番組）日本放送協会、東京、1983年2月9日。
- 尚道子『きょうの料理 懐かしレシピ　昭和３７年の“魚の血合のくし焼き”』（テレビ番組）日本放送協会、東京、2006年10月24日。

## 参考資料
- 尚明;国井雅比古;久保純子『新価格版 プロジェクトX 挑戦者たち 妻へ贈ったダイニングキッチン ～勝負は一坪・住宅革命の秘密～』（DVD）、該当時間: 43分。商品番号：15274AA JAN : 4988066173851。